# 莫讷 (阿列省)
莫讷（法語：Meaulne，法語發音：[mo(l)n]）是法国阿列省的一个旧市镇，位于该省西北部，属于蒙吕松区。2017年1月1日，莫讷和相邻的维特赖合并为新市镇莫讷-维特赖，其中莫讷为政府驻地。

## 地理
莫讷（46°35'54"N, 2°36'54"E）面积21.07 平方千米，位于法国奥弗涅-罗讷-阿尔卑斯大区阿列省，该省份为法国中部省份，北起涅夫勒省、西北接谢尔省，西南至克勒兹省，南至多姆山省，东南临卢瓦尔省，东临索恩-卢瓦尔省。
与莫讷接壤的市镇（或旧市镇、城区）包括：勒布勒通、于尔赛、瓦隆昂叙利、维特赖、埃皮讷伊-勒弗勒里耶勒、拉佩尔什。
莫讷的时区为UTC+01:00、UTC+02:00（夏令时）。

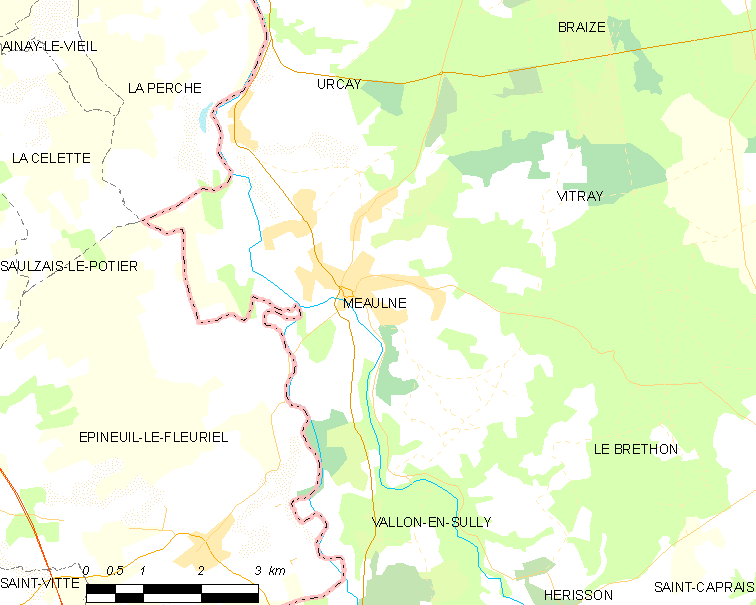
莫讷的OSM定位图

## 行政
莫讷的邮政编码为03360，INSEE市镇编码为03168。

## 政治
莫讷所属的省级选区为波旁拉尔尚博县。

## 人口

1962-2008年间莫讷人口变化图示

莫讷于2018年1月1日时的人口数量为770人。